# Nuclear Power Boys
Nuclear Power Boys  so navijači Nogometnega kluba Krško  Ime so si navijači izbrali zaradi bližnje jedrske elektrarne.Njih šteje okoli 50 članov. Nk Krško podpirajo že od leta 1995.